# Le Désespoir de la vieille
Le Désespoir de la vieille est un poème en prose de Charles Baudelaire, le deuxième du recueil Spleen de Paris (en 1869).

## Contexte de l'écriture
Quand Baudelaire a écrit les poèmes en prose, il se trouve à Bruxelles où, usé par la drogue et par l'alcool, il voit encore devant lui se fermer toutes les portes.
On peut trouver deux registres différents
- Le registre de langue : Il est marqué par une certaine désinvolture ; des familiarités de mots ou de syntaxe : « ratatiné », « risettes », etc. qui n'appartiennent pas a priori au registre poétique habituel, à la « norme » (mais Baudelaire méprise la norme) ; cela cohabitant avec certaines tournures littéraires, voire emphatiques comme la dernière phrase par exemple.
- Le registre littéraire :  Peut-on parler de froideur ? De cruauté ? Les personnages, la scène elle-même, tout est décrit sans fard ni artifice, avec le mot direct.  D'où la violence du texte, et sa vigueur, bien éloignés de la mièvrerie qu'une telle scène eût pu produire.